# Oak Grove (Kentucky)
Oak Grove è un comune degli Stati Uniti d'America, situato nello Stato del Kentucky, nella contea di Christian.